# Sven Lindwall
Sven Anders Johan Lindwall, född 23 januari 1901 i Södra Solberga församling i Jönköpings län, död 4 januari 1992 i Åby församling i Kalmar län, var en svensk präst.
Sven Lindwall var son till komminister Johan Lindwall och Emma Andersson. Hans förfäder hade varit präster i flera generationer. Sven Lindwall läste teologi i Lund och blev teologie kandidat där 1927. Han blev komminister i Stenberga församling 1930 och kyrkoherde Näshults församling 1936. Han var huvudman i Östra härads sparbank i Vetlanda från 1941.
Han var ordförande i kyrkoråd och kyrkofullmäktige. Han var ledamot av Nordstjärneorden (LNO) och hade Svenska Röda Korsets förtjänstmedalj (SRKftjM).
Lindwall gifte sig 1930 med Thyra Nybergh (1904–1982), dotter till förste kontrollören Nils Nybergh och Elna Nilsson. Parets enda barn var kyrkoherde Bengt Lindwall (1933–2014) som är far till journalisten Johan T. Lindwall och fotografen Sven Lindwall.